# Tylecodon longipes
Tylecodon longipes ist eine Pflanzenart der Gattung Tylecodon in der Familie der Dickblattgewächse (Crassulaceae).

## Beschreibung
Tylecodon longipes wächst als sehr kleine, stark verzweigte Pflanze und bildet Matten aus, die bis 3 Zentimeter hoch und bis 20 Zentimeter im Durchmesser groß werden. Die bis zu 2 Zentimeter dicken Triebe mit einer silbergrauen Rinde versehen, die aufbricht und so das darunter liegende, grüne Gewebe zeigt. Pro Trieb werden 1 bis 4 Blätter ausgebildet. Sie stehen zusammengedrängt und ausgebreitet und werden 1,5 bis 3,5 Zentimeter lang und 1 bis 2 Zentimeter breit. Die Spreite ist lanzettlich oder breit eiförmig bis spatelig ausgebildet, selten auch 3-lappig. Manchmal ist sie etwas rinnig geformt, an der Basis ist sie keilförmig und die Blattspitze ist stumpf. Die Blätter sind mit Drüsenhaaren besetzt und haben einen kurzen Stiel der bis 5 Millimeter lang wird. Es werden tragblattartige, pfriemliche Blätter ausgebildet, die bis 1 Millimeter lang werden und bald abfallen. 
Der Blütenstand wird durch bis zu 3 Zentimeter hohe Thyrsen mit je 1 bis 3 Monochasien gebildet. Der Blütenstandstiel wird 1 bis 2 Zentimeter lang und ist mit Drüsenhaaren besetzt. Die Einzelblüten stehen aufrecht an einem 7 Millimeter langen Blütenstiel. Die dreieckigen Kelchblätter werden bis 2 Millimeter lang und bis 1 Millimeter breit. Die röhrige Kronröhre wird 15 Millimeter lang. Die zylindrisch bis trichterig geformte Röhre ist grünweiß und die länglichen Zipfel werden 4 bis 6 Millimeter lang und 2 Millimeter breit. Die aus der Röhre herausragenden Staubblätter werden 10 Millimeter lang. Die quer rechteckigen Nektarschüppchen werden 0,7 Millimeter groß. 

## Systematik und Verbreitung
Tylecodon longipes ist in Südafrika in der Provinz Nordkap in der Sukkulenten-Karoo verbreitet. Die Erstbeschreibung erfolgte 1995 durch Ernst Jacobus van Jaarsveld und Graham Williamson.